# (523722) 2014 LV28
(523722) 2014 LV28 ist ein großes transneptunisches Objekt, das bahndynamisch als Scattered Disk Object (SDO) eingestuft wird. Aufgrund seiner Größe gehört der Asteroid zu den Zwergplanetenkandidaten.

## Entdeckung
2014 LV28 wurde am 4. Juni 2014 von einem Astronomenteam, bestehend aus B. Gibson, T. Goggia, N. Primak, A. Schultz und M. Willman, auf Bildern, die im Rahmen des Pan-STARRS–Projekts mit dem 1,8–m–Ritchey Chretien–Teleskop (PS1) am Haleakalā-Observatorium (Maui) am 28. Juli 2011 entstanden, entdeckt. Die Entdeckung wurde am 17. Juli 2016 bekanntgegeben, der Planetoid erhielt am 25. September 2018 von der IAU die Kleinplaneten-Nummer 523722.
Nach seiner Entdeckung ließ sich 2014 LV28 auf Fotos, die ebenfalls im Rahmen des Pan-STARRS gemacht wurden, bis zum 1. August 2010 zurückgehend identifizieren und so seinen Beobachtungszeitraum um vier Jahre verlängern, um so seine Umlaufbahn genauer zu berechnen. Bisher wurde der Planetoid nur durch das Pan-STARRS–Teleskop beobachtet. Im Oktober 2018 lagen insgesamt 241 Beobachtungen über einen Zeitraum von 8 Jahren vor. Die bisher letzte Beobachtung wurde im Oktober 2017 auch wieder am Pan-STARRS–Teleskop durchgeführt. (Stand 24. März 2019)

## Eigenschaften

### Umlaufbahn
2014 LV28 umkreist die Sonne in 581,53 Jahren auf einer stark elliptischen Umlaufbahn zwischen 34,31 AE und 105,02 AE Abstand zu deren Zentrum. Die Bahnexzentrizität beträgt 0,507, die Bahn ist 10,68° gegenüber der Ekliptik geneigt. Derzeit ist der Planetoid 36,46 AE von der Sonne entfernt. Das Perihel durchläuft er das nächste Mal 2035, der letzte Periheldurchlauf dürfte also im Jahre 1453 erfolgt sein.
Sowohl Marc Buie (DES) als auch das Minor Planet Center klassifizieren den Planetoiden als SDO; letzteres führt ihn allgemein auch als «Distant Object».

### Größe
Derzeit wird von einem Durchmesser von 329 km ausgegangen, basierend auf einem Rückstrahlvermögen von 8 % und einer absoluten Helligkeit von 5,8 m. Ausgehend von diesem Durchmesser ergibt sich eine Gesamtoberfläche von etwa 340.000 km2. Die scheinbare Helligkeit von 2014 LV28 beträgt 21,62 m.
Da es denkbar ist, dass sich 2014 LV28 aufgrund seiner Größe im hydrostatischen Gleichgewicht befindet und somit weitgehend rund sein könnte, erfüllt er möglicherweise die Kriterien für eine Einstufung als Zwergplanet. Mike Brown geht davon aus, dass es sich bei 2014 LV28 um vielleicht einen Zwergplaneten handelt.
| Jahr                                         | Abmessungen km | Quelle   |
| -------------------------------------------- | -------------- | -------- |
| 2018                                         | 321,0          | Johnston |
| 2018                                         | 329,0          | Brown    |
| Die präziseste Bestimmung ist fett markiert. |                |          |